# Barbara Weir
Barbara (originalmente Florrie) Weir (nascida em 1945) é uma artista e política aborígine australiana. Uma das Gerações Roubadas, ela foi removida de sua família aborígine e criada em uma série de lares adotivos. Na década de 1970 Weir retornou ao território de sua família de Utopia, 300 quilômetros a nordeste de Alice Springs. Ela se tornou ativa no movimento local pelos direitos da terra na década de 1970 e foi eleita a primeira mulher presidente do Conselho Indígena Urapunta em 1985. Depois de começar a pintar aos seus quarenta e poucos anos, ela também ganhou reconhecimento como uma artista notável da Austrália Central. Ela também administrou a carreira artística de sua própria mãe, Minnie Pwerle, que também era uma artista notável.

## Carreira artística
Na meia-idade, Weir começou a explorar as tradições artísticas aborígenes. Ela pintou pela primeira vez em 1989, com cerca de 45 anos. Cinco anos depois, em 1994, ela fazia parte de um grupo de dez mulheres de Utopia que viajaram para estudar batik na Indonésia. Suas pinturas incluem representações de plantas particulares e "dreamings", inspiradas em profundas tradições aborígenes. Seus trabalhos foram exibidos e colecionados por grandes instituições. A especialista em arte Jenny Green comentou: "Em algumas de suas pinturas, traços residuais de desenhos cerimoniais femininos são quase inteiramente obscurecidos pela aplicação textural pesada de ocres naturais".
Depois que a mãe de Weir, Minnie Pwerle, começou a pintar em 2000, ela rapidamente se tornou uma artista de sucesso. Weir desempenhou um papel significativo na gestão da carreira artística de sua mãe, incluindo regularmente impedi-la de ser "sequestrada" por pessoas que queriam que a artista envelhecida pintasse para elas.